# Clark Gillies
Clark Gillies, född 7 april 1954 i Moose Jaw, Saskatchewan, död 21 januari 2022 i Greenlawn, New York, var en kanadensisk professionell ishockeyspelare.

## Karriär
Clark Gillies debuterade i New York Islanders säsongen 1974–75 och etablerade sig som en av ligans tuffaste spelare, samtidigt som han var bra offensivt. Han var en del av Islanders legendariska förstakedja tillsammans med Mike Bossy och Bryan Trottier, som kallades "Trio Grande", under flera säsonger. Med sin tuffhet och sitt målgörande var han tongivande när Islanders vann fyra raka Stanley Cup-titlar 1980–83. 
Från 1976 till 1979 var Gillies lagkapten i New York Islanders.
Säsongen 1986–87 hamnade Gillies i Buffalo Sabres, där han spelade en och en halv säsong innan han slutade som spelare. 
Gillies bästa säsong var 1978–79 då han gjorde 35 mål och 56 assists på 75 matcher.

## Statistik

### Klubbkarriär
| 1971–72    | Regina Pats        | WCHL       | 68  | 31  | 48  | 79  | 199  | 15  | 5  | 10 | 15 | 49  |
| 1972–73    | Regina Pats        | WCHL       | 68  | 40  | 52  | 92  | 197  | 4   | 0  | 3  | 3  | 34  |
| 1973–74    | Regina Pats        | WCHL       | 65  | 46  | 66  | 112 | 179  | 16  | 9  | 8  | 17 | 32  |
| 1974–75    | New York Islanders | NHL        | 80  | 25  | 22  | 47  | 66   | 17  | 4  | 2  | 6  | 36  |
| 1975–76    | New York Islanders | NHL        | 80  | 34  | 27  | 61  | 96   | 13  | 2  | 4  | 6  | 16  |
| 1976–77    | New York Islanders | NHL        | 70  | 33  | 22  | 55  | 93   | 12  | 4  | 4  | 8  | 15  |
| 1977–78    | New York Islanders | NHL        | 80  | 35  | 50  | 85  | 76   | 7   | 2  | 0  | 2  | 15  |
| 1978–79    | New York Islanders | NHL        | 75  | 35  | 56  | 91  | 68   | 10  | 1  | 2  | 3  | 11  |
| 1979–80    | New York Islanders | NHL        | 73  | 19  | 35  | 54  | 49   | 21  | 6  | 10 | 16 | 63  |
| 1980–81    | New York Islanders | NHL        | 80  | 33  | 45  | 78  | 99   | 18  | 6  | 9  | 15 | 28  |
| 1981–82    | New York Islanders | NHL        | 79  | 38  | 39  | 77  | 75   | 19  | 8  | 6  | 14 | 34  |
| 1982–83    | New York Islanders | NHL        | 70  | 21  | 20  | 41  | 76   | 8   | 0  | 2  | 2  | 10  |
| 1983–84    | New York Islanders | NHL        | 76  | 12  | 16  | 28  | 65   | 21  | 12 | 7  | 19 | 19  |
| 1984–85    | New York Islanders | NHL        | 54  | 15  | 17  | 32  | 73   | 10  | 1  | 0  | 1  | 9   |
| 1985–86    | New York Islanders | NHL        | 55  | 4   | 10  | 14  | 55   | 3   | 1  | 0  | 1  | 6   |
| 1986–87    | Buffalo Sabres     | NHL        | 61  | 10  | 17  | 27  | 81   | —   | —  | —  | —  | —   |
| 1987–88    | Buffalo Sabres     | NHL        | 25  | 5   | 2   | 7   | 51   | 5   | 0  | 1  | 1  | 25  |
| NHL totalt | NHL totalt         | NHL totalt | 958 | 319 | 378 | 697 | 1023 | 164 | 47 | 47 | 94 | 287 |